# فلیکس تاوئر
فلیکس تاوئر (زاده ۱۳۱۱ - هجری قمری / ۱۸۹۳ میلادی - درگذشته ۱۴۰۱ هجری/۱۹۸۱ میلادی) شرق‌شناس اهل جمهوی چک است.
او بیشتر به خاطر ترجمه کتاب هزار و یک شب شناخته شده‌است.